# Гидаспов, Борис Вениаминович
Бори́с Вениами́нович Гида́спов (16 апреля 1933, Самара — 15 августа 2007, Москва) — советский химик, организатор производства и политический деятель. Член-корреспондент РАН (АН СССР с 1981), доктор химических наук (1966), профессор (1967). В 1989—1991 годах — народный депутат СССР, последний первый секретарь Ленинградского обкома КПСС.

## Биография
Родился в 1933 году в Самаре. Отец — Вениамин Александрович — инвалид (потерял руку на фронте), работал в Госбанке. Мать — Мария Александровна — приехала в Самару из Вятской губернии, работала в прокуратуре; её брат — Пётр Смирнов — высокопоставленный военный деятель, был репрессирован в 1938 году.

### Научная и организаторская деятельность
Окончил Куйбышевский индустриальный институт имени В. В. Куйбышева по специальности «взрывчатые вещества, боеприпасы» (1955), аспирантуру Ленинградского технологического института имени Ленсовета (1962).
В 1955—1959 годах — ассистент Куйбышевского индустриального института.
В 1959—1977 годах — в Ленинградском технологическом институте: научный сотрудник, ассистент, доцент, с 1965 года — декан, с 1967 — профессор, с 1968 — заведующий кафедрой химии и технологии органических соединений азота. Защитив докторскую диссертацию в 32 года, стал самым молодым доктором химических наук в Ленинграде. Одновременно с избранием деканом назначен директором НИИ при ЛТИ имени Ленсовета (на общественных началах). Этот НИИ затем был реорганизован в СКТБ «Технолог», главным конструктором которого Борис Вениаминович был назначен в 1971 году. Основные направления научной деятельности Б. В. Гидаспова — техническая химия соединений высокой энергии, химия нитросоединений.
С 1977 года (с перерывом) возглавлял ГИПХ — «Технохим» (название и организационная форма изменялись):
- в 1977—1985 годах — директор Государственного института прикладной химии;
- в 1985—1989 годах — генеральный директор НПО «ГИПХ»;
- в 1988—1989 годах — председатель правления Межотраслевого государственного объединения «Технохим»;
- в 1992—1994 годах — научный консультант и эксперт Межотраслевого государственного объединения «Технохим»;
- в 1994—1996 годах — генеральный директор АО «Технохим»;
- генеральный директор ФГУП «Российский научный центр „Прикладная химия“».

В 1986 году во время ликвидации последствий аварии на Чернобыльской АЭС посещал место трагедии как специалист, консультировал членов союзной правительственной комиссии по ликвидации последствий аварии на ЧАЭС.
В качестве директора ГИПХа (головного предприятия по обеспечению пожаро- и взрывобезопасности) входил в Совет главных конструкторов космического комплекса «Энергия-Буран».
С конца 1990-х годов работал в Москве, являясь президентом ФПГ «Интерхимпром».
Член-корреспондент РАН (АН СССР с 1981), профессор (1967). Автор более 450 научных работ и 370 изобретений. В 1982—1992 годах — главный редактор «Журнала общей химии».

### Политическая деятельность
Вступил в КПСС в 1962 году.
В 1989—1991 годах — народный депутат СССР, председатель мандатной комиссии Съезда народных депутатов СССР. Был избран на безальтернативной основе от 56-го Петроградского избирательного округа (набрал около 55 % голосов); оказался единственным из 6 баллотировавшихся членов бюро Ленинградского обкома КПСС, кому удалось победить на этих выборах. С мая 1989 по сентябрь 1991 года был председателем мандатной комиссии Съезда народных депутатов.
В 1989—1991 годах — первый секретарь Ленинградского обкома КПСС (избран 12 июля 1989 года; 23 августа 1991 года деятельность обкома приостановлена российскими властями).
В 1989—1990 годах — первый секретарь Ленинградского горкома КПСС (избран 21 ноября 1989 года; 5 мая 1990 года горком был упразднён).
В 1989—1990 годах — член Российского бюро ЦК КПСС (избран в декабре 1989 года; 19 июня 1990 года бюро ликвидировано).
В 1990—1991 годах — член ЦК КПСС, секретарь ЦК КПСС (избран 13 июля 1990 года; 29 августа 1991 года деятельность ЦК партии приостановлена; 6 ноября 1991 года КПСС запрещена российскими властями).
Многие реформаторы в КПСС надеялись, что приход Гидаспова, не занимавшего должности в аппарате КПСС, будет способствовать перестройке в ленинградской партийной организации. Однако Гидаспов оказался близок к консервативной части партийного руководства. Так, 22 ноября 1989 года при его согласии был организован митинг с антиперестроечными лозунгами, репортаж о котором был показан по Центральному телевидению.
О причинах митинга один из ближайших соратников М. С. Горбачёва секретарь ЦК КПСС Вадим Медведев писал так:

Гидаспов в конечном счёте попал под влияние этих настроений, занял жёсткую позицию партийного фундаментализма, которая приносила одно поражение за другим.
— Медведев В. А. «В команде Горбачёва: взгляд изнутри»
Анатолий Собчак высказался жёстче:

Директор института, оборонщик, избалованный в недрах военно-промышленного комплекса фондами и вовремя выделяемыми лимитами, а главное — почти абсолютной властью над подчинёнными, он и «на гражданку» принёс замашки своей прежней должности.
— Собчак А. А. «Хождение во власть»
А Михаил Васильевич Попов высказывался: "Тот же Гидаспов, будучи смелым человеком... Он крупный ученый, серьезный человек, первый секретарь. Он дров не ломал, вел себя очень порядочно". 
После избрания Ленсовета и отмены статьи 6 Конституции СССР весной 1990 года власть аппарата КПСС в Ленинграде уменьшилась, но не была утрачена. Так, Гидаспов продолжал восприниматься в качестве главы города зарубежными официальными представителями.
Во время августовского путча 1991 года в местный ГКЧП Гидаспов был включён как член военного совета Ленинградского военного округа, никаких активных действий не предпринимал. Уголовное дело, возбуждённое в отношении него 26 августа, было прекращено 26 декабря.
После августа 1991 года Гидаспов отошёл от политической деятельности.

### Последние годы
До конца жизни Гидаспов занимался бизнесом. Основал акционерное общество «Технохим-холдинг», возглавлял крупную компанию «Интерхимпром». Сын Дмитрий руководит группой компаний «Полихим».
4 апреля 2004 года Гидаспов оказался свидетелем дорожно-транспортного происшествия, в результате которого в Фонтанку упал автомобиль с тремя людьми. 70-летний Гидаспов спрыгнул с моста в воду и помогал утопающим.
Умер 15 августа 2007 года в Москве; похоронен на родине жены Зинаиды Ивановны Кузнецовой, в деревне Пусторадицы Кадуйского района Вологодской области.

## Награды
- орден Ленина (06.05.1983)
- орден Октябрьской Революции (20.07.1971)
- орден Трудового Красного Знамени (24.12.1986) — за участие в ликвидации аварии на Чернобыльской АЭС
- медали
- знак «Заслуженный испытатель космической техники»
- Ленинская премия (1976)
- Государственная премия СССР (1981)